# Bøgernes herre
Bøgernes herre (eng: The Pagemaster) er en amerikansk adventure/fantasy film fra 1994 instrueret af Joe Johnston (live action) og Maurice Hunt (animation). Filmen er baseret på bogen af samme navn af David Kirschner og Ernie Contreras, der også har skrevet manuskriptet til filmen. Macaulay Culkin spiller hovedrollen som den tiårige pessimistiske og neurotiske dreng Richard Tyler.

## Medvirkende
- Macaulay Culkin
- Christopher Lloyd
- Ed Begley, Jr.
- Mel Harris
- Patrick Stewart
- Whoopi Goldberg
- Frank Welker
- Leonard Nimoy
- George Hearn
- Jim Cummings som Long John Silver
- Phil Hartman
- Ed Gilbert
- B.J. Ward

## Ekstern henvisning
- Bøgernes herre på Internet Movie Database (engelsk)
- Bøgernes herre på Filmdatabasen
- Bøgernes herre i Svensk Filmdatabas (svensk)
- Bøgernes herre på AlloCiné (fransk)
- Bøgernes herre på MovieMeter (nederlandsk)
- Bøgernes herre på AllMovie (engelsk)
- Bøgernes herre hos American Film Institute (engelsk)
- Bøgernes herre hos Behind The Voice Actors (engelsk)
- Bøgernes herre hos British Film Institute (engelsk)
- Bøgernes herre på Turner Classic Movies (engelsk)